# 三星Galaxy 550
Samsung i5500（在某些國家的型號為Samsung GT-I5500、Samsung GT-I5503、Samsung GT-i5508、Samsung Galaxy Europa、Samsung Galaxy 550、Samsung Corby Smartphone、Samsung Corby Android）是三星旗下的智能手機，它使用開源的Android操作系統。並與2010年6月15日被首次公佈。

## 特性
Samsung i5500的機身大小為108mm x 56mm x 12.3mm。它搭載了Android操作系統，並且支持HSDPA（"3.5G"）通信技術，速度可以達到7.2Mbps。它使用了一塊2.8英寸的電容觸摸屏(除中國大陸版本"GT-I5508"所使用為電阻式觸摸屏)，但是不支持多點觸控，屏幕分辨率為 QVGA（320 x 240），顯示色彩為1600萬色。 它內置了藍牙、3G模塊、Wi-Fi以及A-GPS。

## 作業系統
Samsung i5500最開始搭載的是Android 2.1操作系統。2011年，三星發布了Android 2.2操作系統，並在2011年出廠的手機都預裝了Android 2.2操作系統。

## 外部連結
- 三星i5500官網
- 三星i5500升級